# Бахубали: Началото
„Бахубали: Началото“ (на телугу: బాహుబలి:ద బిగినింగ్, на тамилски: பாகுபலி) е индийски филм, фентъзи екшън на режисьора Срисала Сри Раджамули по негов сценарий в съавторство с Кодури Висва Виджайендра Прасад от 2015 година.
Действието се развива в далечното минало, когато наследник на голямо царство е спасен от противниците си като бебе и израства в малко село, след което се връща в родината си и научава за своя произход и за идването на власт на своя баща години преди това. Филмът е замислен като първата от две части и сюжетът е продължен в „Бахубали 2: Заключението“. Главните роли се изпълняват от Прабхас Раджу Упалапати, Рана Дагубати, Тамана Бхатия, Анушка Шети.
Филмът е заснет успоредно на телугу и на тамилски и е най-скъпата и търговски успешна продукция в историята на Индия дотогава.